# Jakob Brunnschweiler
Jakob Brunnschweiler (Glarus, 5 januari 1950) is een Zwitsers politicus. Hij was Regierend Landammann (dat wil zeggen regeringsleider) van het kanton Appenzell Ausserrhoden in de jaren 2006-2011.

## Biografie

### Achtergrond, opleiding en vroege carrière
Jakob Brunnschweiler werd op 5 januari 1950 in Glarus (GL) maar groeide op in Teufen (AR). Hij bezocht de lagere- en middelbare school aldaar en studeerde daarna voor bouwingenieur aan de Technische Hogeschool van Winterthur (ZH). In 1974 promoveerde hij. Van 1978 tot 1980 was hij werkzaam in Nepal en van 1980 tot 1998 werkte hij voor een ingenieursbureau.

### Politieke carrière
Jakob Brunnschweiler is lid van de Vrijzinnig Democratische Partij van Appenzell Ausserrhoden (FDP A.Rh.), de kantonsafdeling van de federale FDP. Van 1992 tot 1998 was hij wethouder (Gemeinderat) te Teufen en 1996 tot 1998 was hij lid van de Kantonsraad (kantonsparlement) van het kanton Appenzell Ausserrhoden. Brunnschweiler is vanaf 1998 lid van de Regeringsraad van het kanton Appenzell Ausserrhoden en beheert sindsdien het departement Bouw en Milieu. Sinds 2003 is hij ook president van de Bouw-, Planning- en Milieubeschermingsconferentie van Oost-Zwitserland.
Jakob Brunnschweiler was van 2005 tot 2006 plaatsvervangend Landammann (Landammann Stellvertreter) en op 1 juni 2006 werd hij Regierend Landammann (dat wil zeggen regeringsleider) van het kanton Appenzell Ausserrhoden.

## Privé
Jakob Brunnschweiler is sinds 1978 getrouwd met Margrit Koch en heeft één zoon..

## Verwijzingen
1. 1 2 3 4 5  (de) Profiel Jakob Brunnschweiler
2. ↑  (en) Tijdlijn op rulers.org

- Base de données des élites suisses: 69341
- Gemeinsame Normdatei: 1172992738
- Virtual International Authority File: 5753154441747135460000
- WorldCat: E39PBJpj8PHJBkbRvpMgrbymVC